# 朱特龍屬
朱特龍屬是白堊紀的一屬恐龍。牠是屬於蜥腳下目的泰坦巨龍類，生存於當時的歐洲。
模式種凡登朱特龍（I. valdensis），首先是由休尼（von Huene）於1929年描述，並由le Loeuff於1993年再次描述。原先牠是被分類在泰坦巨龍中，後來才有自己的屬名。朱特龍與泰坦巨龍很相似。牠約有15-20米長。

## 外部連結
- http://www.dinoruss.com/de_4/5a6d2f3.htm （页面存档备份，存于）
- https://web.archive.org/web/20080531164317/http://www.geocities.com/dinowight/iuticosaurus.html
- 恐龍博物館──朱特龍